# Timo Bernhard
Timo Bernhard (sinh ngày 24 tháng 2 năm 1981) là một tay đua xe chuyên nghiệp người Đức. Anh là cựu thành viên đội đua Team Penske và hiện là thành viên của đội đua của nhà máy Porsche  nhưng đã được trao cho Audi trong một số sự kiện được lựa chọn trong năm 2009 và 2010. Ang cũng thi đấu cho CytoSport trong mùa giải 2010 của Le Mans (ALMS) và là một Người chiến thắng của Triple Crown trong cuộc đua đường dài.

## Sự nghiệp ban đầu
Bernhard sinh ra ở Homburg, Saarland. Anh đã ra mắt với cuộc đua ô tô nhỏ năm 1991. Anh đã về vị trí thứ 5 tại CIK / FIA Junior World Championship và đã được trao cúp vô địch Đức. Hai năm tiếp theo, Bernhard đã 6 và 3 tại Giải đua xe nhỏ (Karting) Đức. Năm 1998, anh chuyển đến công thức xe ô tô khi tham gia Formula Ford, hoàn thành thứ 6 trong cả hai series của Đức và Eurocup năm 1998. Trong năm cuối cùng của mình trong những chiếc xe lăn năm 1999, Bernhard đứng thứ 3 tại Formula Ford của Đức.

## Đua xe thể thao
Năm 2000, Bernhard đua cho đội Porsche Supercup với vị trí tay đua của Porsche Junior, kết thúc ở vị trí thứ 3 trong giải vô địch. Năm 2001, anh đã tham gia lần đầu tiên ở Le Mans, 12 Hours of Sebring, nơi anh đã hoàn thành trong lớp GT với Randy Pobst và Christian Menzel, lái xe cho Alex Job Racing. Ông cũng đã thực hiện bốn ALMS khác bắt đầu, và giành chức vô địch Porsche Carrera Cup.

## 2002
Năm 2002, anh bắt đầu mùa giải với một chiến thắng trong giải 24 Hours of Daytona cho The Racer's Group. Anh ta đã hoàn thành thứ hai tổng thể tại 24 Hours Nürburgring đua cho đội Alzen Motorsport. Thành tích xuất sắc nhất của năm là chiến thắng trong lớp GT tại 24 Hours of Le Mans, với Kevin Buckler và Lucas Luhr. Anh cũng đã đứng thứ 3 trong Carrera Cup, và đã giành chiến thắng trong cuộc đua ALMS đầu tiên của mình (với Jorg Bergmeister) và đứng thứ 4 tại giải vô địch